# هاستینگز، ویکتوریا
هاستینگز (به انگلیسی: Hastings) یک منطقهٔ مسکونی در استرالیا است که در ویکتوریا (استرالیا) واقع شده‌است.